# 모르간 무인바우르
모르간 무인바우르 압 아스루이스(웨일스어: Morgan Mwynfawr ab Athrwys: fl. 730년경)는 오늘날의 웨일스 남부의 소왕국인 구엔트와 글러워싱의 왕이었다. 메우릭 압 테우드릭의 손자이며 아스루이스 압 메우릭의 아들이다.
존 에드워드 로이드는 모르간이 구엔트와 글러워싱의 왕위를 모두 가지면서 글러워싱의 다른 이름인 "모르가눅"의 어원이 되었다는 설을 제기했다. 다만 여기에 대해서는 모르간 무인바우르의 후손인 모르간 헨의 이름이 붙은 것일 가능성도 있다.
조모 온브라우스 페르흐 구르간트 마우르(Onbraus ferch Gwrgant Mawr)를 통하여 에르겅의 왕위계승권 역시 가졌을 수도 있다.
『란드라브의 서』(12세기)에는 모르간이 란드라브 주교 오우도케우스와 베르스구인(Berthguin)에게 내렸다는 칙령들이 여러 개 남아 있다. 이 책의 또 다른 칙령에는 모르간이 삼촌 브리옥(Ffriog)을 죽여서 오우도케이우스가 모르간에 대한 교회절차를 밟았다는 이야기도 있다. 『란드라브의 서』는 12세기에 쓰여졌기 때문에, 사료로서의 가치가 의심되기도 하지만 현재로서는 모르간 무인바우르라는 인물을 알기 위해 가장 중요한 사료다.
그는 터위강과 구이강 사이의 땅 대부분, 즉 구어르와 모르가눅, 구엔트에 주권을 행사한 것으로 보이며, 그 중 후자 둘은 후손들에 이르기까지 지배가 유지되었다. 이 땅은 모르간의 아들 이셀이 계승했으나, 이셀에게 아들이 너무 많아 모르간의 손자의 대에서 분할상속되었다.